# Manuel Pellegrini
Manuel Luis Pellegrini Ripamonti (Santiago, 16 de setembro de 1953) é um treinador e ex-futebolista chileno que atuava como zagueiro. Atualmente comanda o Betis.

## Carreira
Tendo defendido durante toda sua carreira futebolística o Universidad de Chile, estreou como treinador no mesmo, dois anos após se aposentar. Tendo passagens ainda por Palestino e O'Higgins, passou a ter maior destaque no cenário nacional dirigindo o Universidad Católica, quando conquistou seus primeiros títulos como treinador. Passou ainda pela equatoriana LDU (onde conquistou o título nacional), San Lorenzo (onde passou a ser mais conhecido internacionalmente, após conquistar o título argentino e a Copa Mercosul no mesmo ano) e River Plate, onde conquistou seu segundo título argentino.

### Villarreal
Com seu sucesso no futebol sul-americano, recebeu uma proposta para treinar o Villarreal, da Espanha. Durante suas cinco temporadas na equipe amarela, transformou o clube pequeno para médio, tendo conquistado o título da Copa Intertoto da UEFA de 2004 e, dois anos depois, conseguiu se classificar para as semifinais da Liga dos Campeões da UEFA. Também conseguiu terminar em segundo na temporada seguinte na La Liga. Durante sua passagem, recebeu o Trofeo Miguel Muñoz (prêmio de melhor treinador nacional), sendo o primeiro sul-americano a receber tal honra.

### Real Madrid e Málaga
Acabou recebendo sua maior chance na carreira quando recebeu uma proposta para treinar o Real Madrid. Porém, numa equipe composta pelas maiores contratações da temporada, não conseguiu, de início, fazer o clube "funcionar", vivendo altos e baixos durante seus primeiros meses no comando da equipe, como a eliminação da Copa do Rei, após sofrer uma goleada por 4–0 do Alcorcón, a eliminação nas oitavas de final da Liga dos Campeões (principal objetivo na temporada) para o Lyon. Conseguiu fazer o clube engrenar após meados da temporada, mas ficando em segundo lugar na La Liga, mesmo batendo o recorde de número de pontos. Com isso, acabou sendo demitido e sendo substituído por José Mourinho. Em novembro de 2010, foi anunciado como novo comandante do Málaga. O treinador realizou um bom trabalho na equipe, conseguindo levar o clube até as quartas da Liga dos Campeões da UEFA.

### Manchester City
No dia 14 de junho de 2013, foi anunciado como novo técnico do Manchester City, sendo esta sua primeira experiência no futebol inglês.
Conquistou seu primeiro título com os Citizens no dia 2 de março de 2014, vencendo o Sunderland na final da Copa da Liga Inglesa por 3–1. Já no dia 11 de maio, sagrou-se campeão da Premier League ao vencer o West Ham na última rodada.
Em 7 de agosto de 2015, ampliou seu contrato com o clube até junho de 2017.
No dia 1 de fevereiro de 2016, o Manchester City confirmou que Pellegrini estaria deixando o clube ao final de seu contrato, no fim de junho de 2016, com Josep Guardiola assumindo a equipe em seu lugar.

### Hebei Fortune
Em 27 de agosto de 2016, Manuel Pellegrini foi confirmado como novo treinador do clube chinês Hebei Fortune, onde atuavam os jogadores Aloísio Boi Bandido e Ezequiel Lavezzi.

## Títulos

### Como jogador
Universidad de Chile
- Copa Chile: 1979

### Como treinador
Universidad Católica
- Copa Interamericana: 1993
- Copa Chile: 1995

LDU Quito
- Campeonato Equatoriano: 1999

San Lorenzo
- Campeonato Argentino: 2000–01
- Copa Mercosul: 2001

River Plate
- Campeonato Argentino: 2002–03

Villarreal
- Copa Intertoto da UEFA: 2004

Manchester City
- Premier League: 2013–14
- Copa da Liga Inglesa: 2013–14 e 2015–16

Betis
- Copa do Rei: 2021–22